# Magdeleine Bérubet
Magdeleine Bérubet, de son vrai nom Lucienne Madeleine Anne Marie Bérubet, est une actrice et dramaturge française née à Clermont-Ferrand (Puy-de-Dôme) le 18 juillet 1884 et morte dans cette même ville le 24 juillet 1970.

## Biographie
Fille d'un opticien clermontois, née en 1884, Magdeleine Bérubet étudie d'abord le chant et le violoncelle avant de se tourner vers le théâtre,. Elle effectue ses études secondaires dans une école religieuse clermontoise, et y fait un peu de théâtre. À 25 ans elle part en Angleterre y enseigner le français, la musique et la littérature. Elle y rencontre aussi Pablo Casals.
À la suite du déclenchement de la Première Guerre mondiale, elle revient à Clermont-Ferrand, et y travaille comme infirmière bénévole. La guerre terminée, maîtrisant la dactylographie, elle devient secrétaire d'un sénateur à Paris. Elle s'intéresse de nouveau au théâtre et s'abonne au Vieux-Colombier lorsque Jacques Copeau y revient. Mais elle désire aussi connaitre le théâtre de l'«intérieur». 
En 1921, elle fait partie du groupe fondateur du théâtre de l'Atelier dirigé par Charles Dullin.
Elle est la partenaire de Louis Jouvet lors de la création en 1923 de Knock ou le Triomphe de la médecine, de Jules Romains. Elle devient célèbre par son interprétation de la «dame en violet». Elle continue ensuite dans d'autres mises en scène, notamment de Charles Dullin ou de Jouvet.
Elle est également l'auteure de plusieurs pièces de théâtre dont l'une, Monsieur Sardony, est dédiée à Pablo Casals, « génie magnifique, dont l'art, divin, incomparable, unique, demeure pour moi source inépuisable d'inspiration ». Une autre des pièces qu'elle a écrite, La communion des Saints, est mise en scène par Georges Pitoëff en 1928. La pièce est bien accueillie par la critique, mais l'accueil est plus mitigé en salle,. Elle se tourne ensuite vers le théâtre de boulevard et le cinéma, devenu parlant, jouant notamment dans le film de Jean Renoir, La Chienne, avec Michel Simon.
Pendant la Seconde Guerre mondiale, elle retourne dans sa ville natale, et y crée un cours d'art dramatique au conservatoire de Clermont-Ferrand où elle enseigne jusqu'en 1958. 
Elle remonte ensuite de temps à autre sur les planches à Paris, jouant par exemple en 1959 dans une pièce écrite par Tennessee Williams, La Descente d'Orphée, mise en scène par Raymond Rouleau, avec Arletty,, ou interprétant en 1961 le personnage de Mme Pernelle dans Tartuffe, avec François Périer. Elle fait également différentes apparitions à la télévision. On note en particulier sa prestation amusante dans son interprétation d'un personnage secondaire, Madame Bonnemain, personne âgée pensionnaire d'une maison de retraite, dans l'épisode Le Dessus des cartes de 1960 de la série télévisée Les Cinq Dernières Minutes. Mais une crise d'arthrose l'amène à revenir une nouvelle fois à Clermont-Ferrand. 
Elle y meurt en 1970, et est inhumée dans le cimetière des Carmes de Clermont-Ferrand.

## Filmographie
- 1931
  - La Chance : de René Guissart, avec Marcel André
  - La Chienne : de Jean Renoir, avec Janie Marèse
  - Miche : de Jean de Marguenat, avec Robert Burnier
  - Mistigri : de Harry Lachmann, avec Madeleine Renaud
  - Pour un sou d'amour : de Jean Grémillon, avec Maximilienne
  - Une nuit à l’hôtel : de Léo Mittler, avec Yvonne Hébert
  - La Vagabonde : de Solange Bussi, avec Jeanne Fusier-Gir, avec Marcelle Chantal
- 1932
  - Avec l'assurance : de Roger Capellani, avec Saint-Granier
  - Une heure : de Léo Mittler, avec Ginette Leclerc (moyen métrage)
  - La Vitrine : de Léo Mittler, avec Claude Lehmann (court métrage)
- 1934
  - Si j'étais le patron : de Richard Pottier, avec Fernand Gravey
  - Crémaillère : de Georges Root, avec Maurice Rémy (court métrage)
- 1935
  - Crime et châtiment : de Pierre Chenal, avec Catherine Hessling
  - Jonny, haute-couture : de Serge de Poligny, avec Pierre Brasseur
- 1937
  - La Dame de Malacca : de Marc Allégret, avec Edwige Feuillère
- 1938
  - Noix de coco : de Jean Boyer, avec Simone Gauthier
- 1939
  - Cavalcade d'amour : de Raymond Bernard, avec Janine Darcey
- 1940
  - La Comédie du bonheur : de Marcel L’Herbier
- 1958
  - Faibles femmes : de Michel Boisrond, avec Noël Roquevert
- 1959
  - La Main chaude : de Gérard Oury, avec Jean-Pierre Zola
  - Voulez-vous danser avec moi ? : de Michel Boisrond, avec Henri Vidal
- 1960
  - Les Cinq Dernières Minutes, épisode Le Dessus des cartes de Claude Loursais (TV)
  - Boulevard de Julien Duvivier
- 1961
  - Les Sept Péchés capitaux : de Philippe de Broca, segment : La Gourmandise

## Théâtre

### Comédienne
- 1923 : Knock ou le Triomphe de la médecine de Jules Romains, mise en scène de Louis Jouvet.
- 1926 : La Comédie du bonheur de Nikolai Evreinov, mise en scène : Charles Dullin.
- 1928 : Le Coup du 2 décembre de Bernard Zimmer, mise en scène Louis Jouvet, Comédie des Champs-Élysées
- 1929 : Le Procès de Mary Dugan d'après Bayard Veiller, théâtre de l'Apollo.
- 1932 : Aurélie de Germaine Lefrancq
- 1936 : Poucette de Charles Vildrac, mise en scène Georges Pitoëff, théâtre des Mathurins.
- 1958 : L'Épouvantail de Dominique Rolin, mise en scène André Barsacq, théâtre de l'Œuvre.
- 1959 : La Descente d'Orphée de Tennessee Williams, mise en scène Raymond Rouleau, théâtre de l'Athénée.
- 1959 : Le Cas Dobedatt de George Bernard Shaw, mise en scène Jean Mercure, théâtre des Bouffes-Parisiens
- 1960 : Tartuffe de Molière, mise en scène Jean Anouilh, Comédie des Champs-Élysées.

### Auteur
- La grande recherche, 1920.
- Monsieur Sardony, 1922.
- Le terrier, 1922.
- La Communion des saints, 1928.

## Publications
- « Charles Dullin », Jeune Auvergne, no 8,‎ 1950
- Madrassi 1881-1956, Genève, Pierre Callier, 1957, 20 p.

## Hommages
La Maison de la Culture à Clermont-Ferrand a une salle de 19 places nommée Madeleine-Bérubet.